# Носаков, Владимир Никитич
Владимир Никитич Носаков (род. 17 апреля 1940)  — советский и российский автомобильный конструктор. Главный конструктор легковых автомобилей «ГАЗ» с 1983 по 1993 год, ведущий конструктор ГАЗ-14 «Чайка», автор названия «ГАЗель».

## Биография
Родился в 1940 году. В семье, помимо него, было два ребёнка — старшая сестра Элеонора и младший брат Николай. Начал учиться в 1947 году в средней школе г. Свердловска.
В 1950 году переехал в Томск в связи с назначением отца начальником управления МВД по Томской области. С раннего возраста стал интересоваться автомашинами, свободное время проводил в служебном гараже рядом с домом, наблюдая за ремонтом автомобилей.
Переехав в 1954 г. вместе с родителями в Киров, закончил там школу с серебряной медалью и поступил в 1957г. в Горьковский политехнический институт, где также был редактором студенческой стенгазеты.
Дипломный проект по кузову легкового автомобиля Владимир Носаков разрабатывал в конструкторском отделе ГАЗа под руководством Льва Ивановича Вихко.
В 1962 г. по распределению направлен в этот же конструкторский отдел.

В то время на ГАЗе только приступали к созданию нового автомобиля ГАЗ-24 «Волга», и мне повезло: я вместе с коллегами начал с нуля трудиться над этим проектом. Мне поручили заниматься «оперением» кузова передней части автомобиля— Владимир Носаков
С 1970 г. по 1977 год назначен ведущим конструктором ГАЗ-14. Вскоре поступил на аспирантуру Всероссийского Научно-исследовательского института технической эстетики под руководством кумира детства Юрия Ароновича Долматовского, где учился заочно, совмещая работу на заводе и преподавание в Горьковском политехническом институте.
С 1977 по 1983 год Владимир Никитич трудился в УКЭР ГАЗ начальником конструкторского бюро компоновки легковых автомобилей.
С 1983 по 1993 год занимал должность главного конструктора легковых автомобилей ГАЗа.
С 1993 по 2001 год он был заместителем главного конструктора ГАЗа по техническим вопросам.
С 1996 года член правления музея истории ГАЗ.
С 2001 по 2008 год трудился начальником конструкторского отдела эксплуатационной документации УКЭР.
С 2008 года вышел на пенсию и стал читать лекции в НГПУ им. Козьмы Минина до 2020 года.
В период с 1984 по 2010 год председатель ГЭК автомобильного факультета НГТУ.

## Разработки
Принимал участие в создании целого ряда автомобилей: 

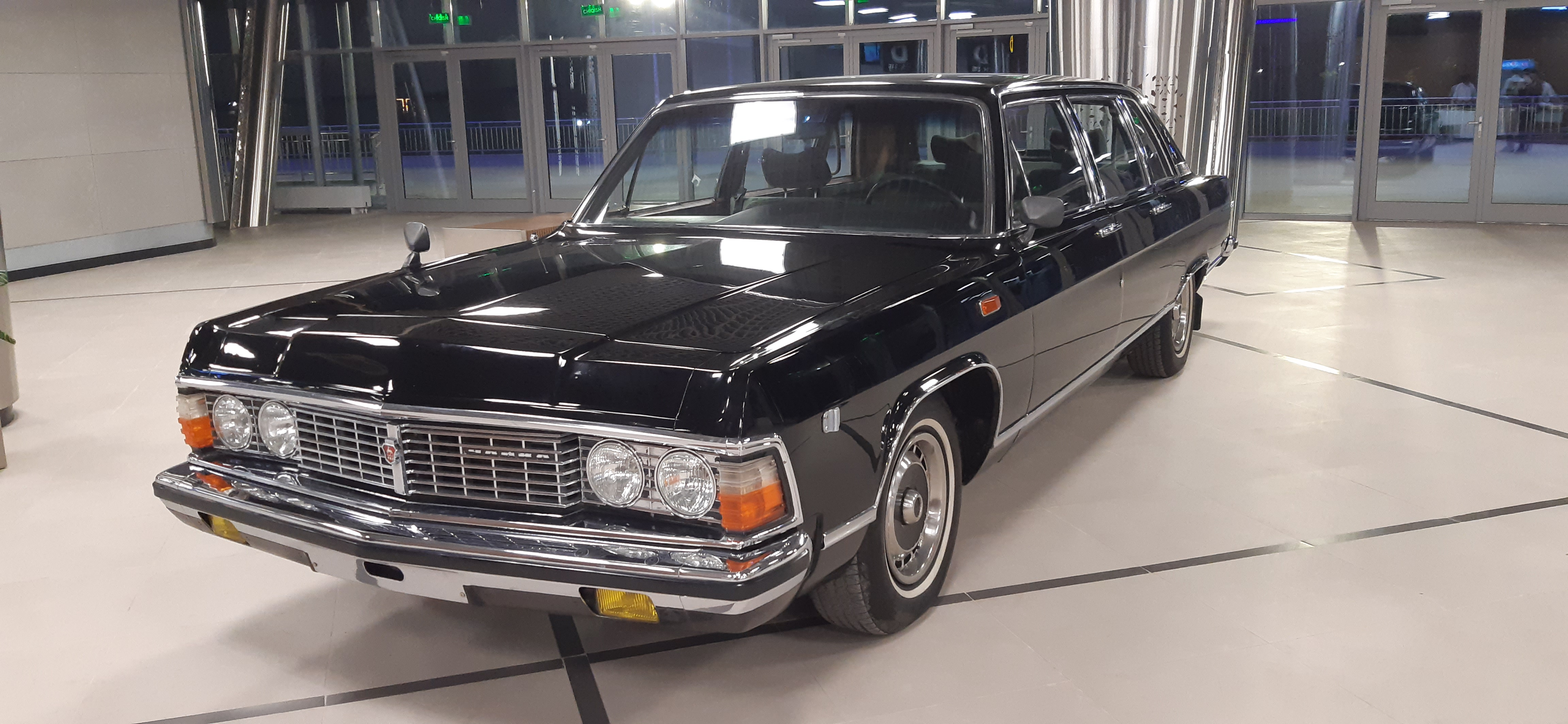
ГАЗ-14 «Чайка»

- ГАЗ-14 «Чайка»;
- ГАЗ-24 «Волга»;
- ГАЗ-24-10 «Волга»;
- ГАЗ-31029 "Волга";
- ГАЗ-3103;
- ГАЗ-3104;
- ГАЗ-3105 «Волга»;

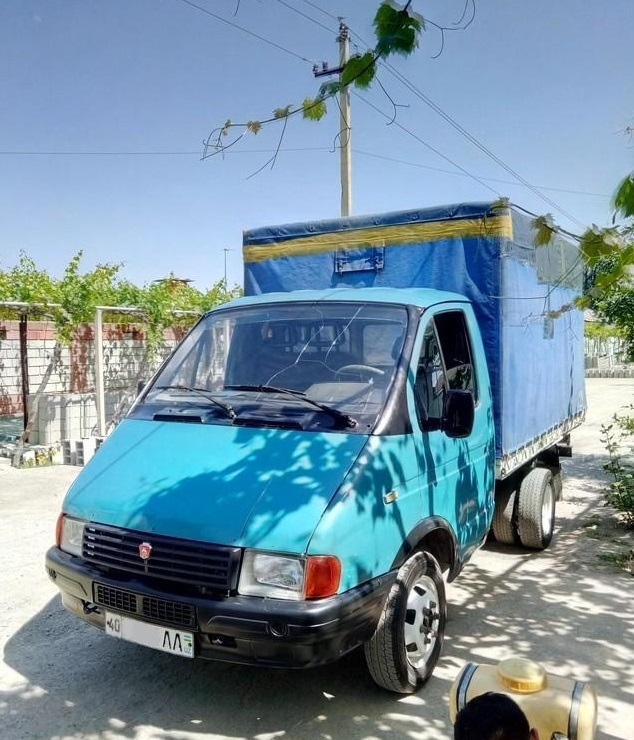
«ГАЗель»

Автор названия автомобилей «Ермак», «Земляк», «Садко» а также семейства малых грузовых авто «ГАЗель».

В коротком списке вариантов были «Белка», «Пчёлка» и «Газель». Первое однажды использовал для экспериментального микроавтомобиля вагонной компоновки мой учитель Юрий Аронович Долматовский, к которому я поступал в аспирантуру. «Пчёлка» всё же сгодилось бы для маленького автомобиля. И тут меня осенило: конечно же «Газель»! К тому же первый слог в этом слове — это название нашего предприятия! Карандашом я дважды подчеркнул слово «Газель» и буквы ГАЗ в этом слове.— Владимир Носаков
Автор изобретения «Каркас оперения кузова легкового автомобиля» (1970 г.)
Ведущий и автор цикла телепередач к 70-летию ГАЗа «Этапы большого пути» (2000—2001 гг.).
Автор книги «АВТОбиография в рисунках и фотографиях» (2017 г.), вошедшей в топ-50 книг России в 2018г.
Помимо этого увлекается фотографией и рисованием с автомобильной тематикой.
Награды и премии
- 1972 год — «Лучший конструктор ГАЗ».
- 1975 год — «Лучший конструктор ГАЗ».
- 1977 год — Золотая медаль ВДНХ за автомобиль ГАЗ-14 «Чайка».
- 1987 год — Почётный знак «Отличник Минавтопрома».
- 1989 год --- Медаль "Ветеран труда".
- 1994 год — «Заслуженный машиностроитель РФ».
- 1999 год — «Заслуженный автозаводец».